# Barīrān
Barīrān (persiska: بریران, Barīvān) är en ort i Iran.   Den ligger i provinsen Gilan, i den nordvästra delen av landet, 250 km nordväst om huvudstaden Teheran. Antalet invånare är 363.
Terrängen runt Barīrān är platt. Runt Barīrān är det ganska tätbefolkat, med 111 invånare per kvadratkilometer. Närmaste större samhälle är Rasht, 16,5 km öster om Barīrān. Trakten runt Barīrān består till största delen av jordbruksmark.